# 乞台
乞台（13世纪—1296年），元朝将领，钦察人。
元世祖至元二十四年（1287年）乞台担任欽察衛百戶，跟随土土哈征讨反王昔里吉、乃顏有功，賜金符，陞为千戶。從征忽剌出，在阿里台之地（阿尔泰山）交战。元成宗元貞二年（1296年），得病去世。其子哈贊赤襲職。

## 延伸阅读
[在维基数据编辑]
 《元史/卷135》，出自宋濂《元史》
 《新元史/卷178》，出自柯劭忞《新元史》